# Gundlachia corymbosa
Gundlachia corymbosa là một loài thực vật có hoa trong họ Cúc. Loài này được (Urb.) Britton ex Bold. mô tả khoa học đầu tiên năm 1913.